# Roland Sandberg
Pour les articles homonymes, voir Sandberg.
Roland Sandberg est un footballeur suédois, né le 16 décembre 1946 à Karlskrona.

## Biographie

### En équipe nationale
En tant qu'attaquant, il fut international suédois à 37 reprises (1969-1976) pour 15 buts.
Il participa à la Coupe du monde de football de 1974, en RFA. Déjà en éliminatoires, il inscrit un but contre l'Autriche en barrage (2-1, but à la 11e minute).
En phase finale, il joua tous les matchs en tant que titulaire (Pologne, Uruguay, Pays-Bas, RFA, Bulgarie et Yougoslavie), et inscrit deux buts dans ce tournoi : un contre l'Uruguay (3-0, but à la 74e minute) et un contre la RFA (2-4, but à la 53e minute).
Il fit les éliminatoires de l'Euro 1976, et inscrit un but contre la Norvège mais la Suède ne participa pas à la phase finale.
Il participa aux éliminatoires de la Coupe du monde de football 1978, mais il ne marqua pas de but.

### En club
Il joua dans deux clubs : Åtvidabergs FF et 1.FC Kaiserslautern. 
Avec le premier, il remporta à deux reprises le Championnat de Suède de football et également à deux reprises la Coupe de Suède de football. Il fut également meilleur buteur en 1971 et en 1972 de l'Allsvenskan. 
Avec le second, il ne remporta rien, mais néanmoins il fut finaliste en 1976 de la Coupe d'Allemagne de football par Hambourg SV (0-2).

## Clubs
- 19??-1973 :  Åtvidabergs FF
- 1973-1977 :  1.FC Kaiserslautern

## Palmarès
- Championnat de Suède de football

- - Champion en 1972 et en 1973
  - Vice-champion en 1970 et en 1971

- Coupe de Suède de football
  - Vainqueur en 1970 et en 1971
  - Finaliste en 1973

- Coupe d'Allemagne de football
  - Finaliste en 1976